# Baseball a Trieste
Il baseball inizia ad essere praticato a Trieste alla fine della seconda guerra mondiale, durante l'amministrazione del governo militare alleato, quando Trieste faceva parte del Territorio Libero di Trieste e i 5000 militari statunitensi di stanza nella Zona A del territorio ne diffusero l'uso. Un grande incentivatore fu il generale Edmund B. Sebree che si è distinto nella campagna del Pacifico.
I primi incontri vennero disputati nello "Yankee Stadium", un impianto sportivo per la pratica del baseball e del football americano, all'interno del "Zaule Country Club", dove oggi sorge la zona industriale. Le prime formazioni portavano i nomi delle grandi squadre della Major League Baseball americana ("Yankees", "Giants", "Red Sox", "Indians"), ma ne esistettero anche con nomi locali ("Inter-Zaule", "Valmaura" e "Aquilinia"). Tutte avevano parecchi giocatori americani regolarmente tesserati.
La prima squadra a disputare il massimo torneo italiano fu il Royco Trieste B.C. nel 1950 che però non riuscì ad accedere al girone finale. L'anno seguente, già a girone unico, la squadra si piazzò all'ultimo posto e venne retrocessa. Ne fecero parte Ermanno Masotti e Italo Cadelli, prima come giocatori e poi come allenatori. Nel 1953 e nel 1954 disputò il campionato di serie A la squadra del Trieste Yankees B.C., collocandosi rispettivamente al terzo e al quarto posto nella graduatoria finale. Le partite vengono ora disputate nel nuovo Soldier's Field di Opicina.
Con il passaggio di Trieste dall'amministrazione anglo-americana a quella italiana e la partenza delle truppe americane, venne a mancare il contributo degli statunitensi e la squadra degli Yankees si sciolse. Nel campionato del 1955 a rappresentare Trieste fu la squadra Giants B.C., che si salvò dalla retrocessione battendo il CUS Milano nello spareggio. Nel campionato del 1956 i Giants dopo le prime giornate furono costretti a rinunciare a causa delle difficoltà finanziarie e vennero quindi retrocessi.
Nel 1963 giocò nella serie A la squadra dell'"A.B. Trieste", sponsorizzata Radici, terminando al settimo posto dopo essere stata a lungo nelle prime posizioni. L'anno successivo, tuttavia, si piazzò al penultimo posto e fu retrocessa.